# Gampong Lada
Gampong Lada is een bestuurslaag in het regentschap Pidie van de provincie Atjeh, Indonesië. Gampong Lada telt 1373 inwoners (volkstelling 2010).